# Brigitte Tilmann
Brigitte Tilmann (* 17. Juni 1941 in Berlin; † 4. März 2023) war eine deutsche Juristin. Von 1998 bis 2006 war sie Präsidentin des Oberlandesgerichts Frankfurt am Main. Sie übernahm dieses Amt als erste Frau in der Geschichte des Gerichts.

## Werdegang

### Jugend und Ausbildung
Tilmann wuchs in Lissabon auf und zog 1950 nach Berlin, wo sie nach dem Abitur zunächst Sprachen, dann von 1961 bis 1965 Rechtswissenschaften an der Freien Universität Berlin und der Ludwig-Maximilians-Universität München studierte. Nach dem Referendariat in Berlin und Lyon übersiedelte sie 1968 nach Darmstadt und legte 1969 im Bereich der hessischen Justiz die zweite juristische Staatsprüfung ab.

### Richterin
1970 wurde sie zur Richterin am Landgericht Darmstadt ernannt. Schwerpunkt ihrer richterlichen Tätigkeit war das Strafrecht. Dort war sie, teils mit Dienstermäßigung wegen der Betreuung ihrer zwei Kinder, als Strafrichterin tätig. 
1989 wurde sie zur Erprobung an das Oberlandesgericht Frankfurt am Main (OLG) abgeordnet. Wurde sie an das Hessische Ministerium für Justiz abgeordnet, wo sie 1989 bis 1993 als Referatsleiterin und ab 1990 als Fortbildungsreferentin tätig war.

### Vizepräsidentin des Landgerichts Wiesbaden
Im November 1993 wurde Tilmann zur Vizepräsidentin des Landgerichts Wiesbaden ernannt, wo sie Vorsitzende einer Strafkammer wurde.

### Präsidentin des Landgerichts Limburg
Im Oktober 1995 erfolgte die Berufung zur Präsidentin des Landgerichts Limburg an der Lahn, ebenfalls mit dem Vorsitz einer Strafkammer verbunden.

### Oberlandesgericht Frankfurt am Main
Nachdem die OLG-Spitze durch die Gutachteraffäre des Präsidenten Horst Henrichs über ein Jahr unbesetzt war, berief sie Justizminister Rupert von Plottnitz (Bündnis 90/Die Grünen) ab Juni 1998 zur Präsidentin des Oberlandesgerichts Frankfurt am Main. Sie war damit in Frankfurt die erste Frau auf dieser Position seit Gründung des Gerichts im Jahr 1866. Sie übernahm gleichzeitig den Vorsitz des 6. Senats (Urheberrecht). In ihre Dienstzeit fielen im April 1999 der Umzug des gesamten Gerichts in das zu diesem Zweck angemietete Gebäude der ehemaligen Bundesbahn-Direktion in der Friedrich-Ebert-Anlage sowie nach den Anschlägen vom 11. September 2001 die Entscheidungen zur Rasterfahndung und der sogenannte Al-Qaida-Prozess vor dem Staatsschutzsenat. Im Juni 2002 zog das Gericht unter ihrer Leitung wieder in das inzwischen sanierte und modernisierte Stammhaus auf der Zeil.
1998 bis 2006 war sie kraft Amtes Mitglied des hessischen Wahlprüfungsgerichts. Deshalb wurde ihr vom CDU-Landtagsfraktionschef Norbert Kartmann Befangenheit vorgeworfen, da sie während ihrer Amtszeit einen Wahlaufruf für den SPD-Oberbürgermeisterkandidaten in Darmstadt unterschrieben hatte. Das Wahlprüfungsgericht beschloss daraufhin mit einer 3 zu 2 Stimmen-Entscheidung am 3. März 2000, das Wahlprüfungsverfahren zur Landtagswahl in Hessen 1999 wieder aufzunehmen. Dieser Beschluss des Wahlprüfungsgerichtes wurden vom Bundesverfassungsgericht und dem Staatsgerichtshof des Landes Hessen wieder aufgehoben.
2006 wurde sie in den Ruhestand versetzt, ihr Nachfolger wurde Thomas Aumüller.

## Engagement
Während ihrer Amtszeit am Oberlandesgericht Frankfurt am Main nahm Brigitte Tilmann folgende Nebentätigkeiten wahr (Auswahl):
- Mitglied des Hochschulrates der Johann Wolfgang Goethe-Universität Frankfurt am Main[6]

Brigitte Tilmann war – vor allem im Ruhestand – vielfältig ehrenamtlich tätig:
- Von 2006 bis 2015 war sie Vorsitzende des Fördervereins für die Anlaufstelle für straffällig gewordene Frauen in Frankfurt am Main.
- Von 2006 bis 2016 war sie Vorstandsmitglied des Fördervereins des Fritz-Bauer-Instituts in Frankfurt am Main. Bis 2013 nahm sie dessen Vorsitz wahr.[7]
- Sie war unabhängige Aufklärerin und 2010 – neben der Rechtsanwältin Claudia Burgsmüller – Verfasserin des Abschlussberichts über sexuellen Missbrauch an der privaten Odenwaldschule. Die beiden Juristinnen haben die ersten Berichte zur Dokumentation und Aufarbeitung des sexuellen Kindesmissbrauchs an der Odenwaldschule erstellt.
- Im Mai 2015 wurde Burgsmüller und Tillmann vom Hessischen Kultusministerium beauftragt, die Fälle von sexuellem Kindesmissbrauch an der staatlichen Elly-Heuss-Knapp-Schule in Darmstatt um fassend aufzuarbeiten. Die beiden stellen ihren abschließenden Bericht im Herbst 2016 der Öffentlichkeit vor.[8][9][10]
- Von Januar 2016 bis Mai 2022 war Brigitte Tilmann Mitglied der Unabhängigen Kommission zur Aufarbeitung sexuellen Kindesmissbrauchs.[11]
- Sie war außerdem Vorstandsmitglied des Fördervereins Palliare, der sich für unheilbar kranke Patienten der Palliativmedizin in Offenbach am Main einsetzt.

## Veröffentlichung
- Claudia Burgsmüller, Brigitte Tillmann: Institutionelles Versagen beim Umgang mit sexueller Gewalt im schulischen Kontext: Aufarbeitung der sexuellen Missbrauchsfälle an Schülern der Elly-Heuss-Knapp-Schule in Darmstadt (1965 – 1992). 1. Auflage. Springer Fachmedien, Wiesbaden 2019, ISBN 978-3-658-20722-9.

## Ehrung
- 2021 Verleihung des Hessischen Verdienstordens für die Arbeit im Rahmen der Aufarbeitung des sexuellen Kindesmissbrauchs an der Odenwaldschule. Die Justizministerin Eva Kühne-Hörmann ehrte Tilmann mit den Worten: „Ihr beispielhaftes Engagement hat dazu beigetragen, dass Kinder und Jugendliche in Deutschland sicherer aufwachsen können.“[12]